# Arthur M. Sackler Gallery

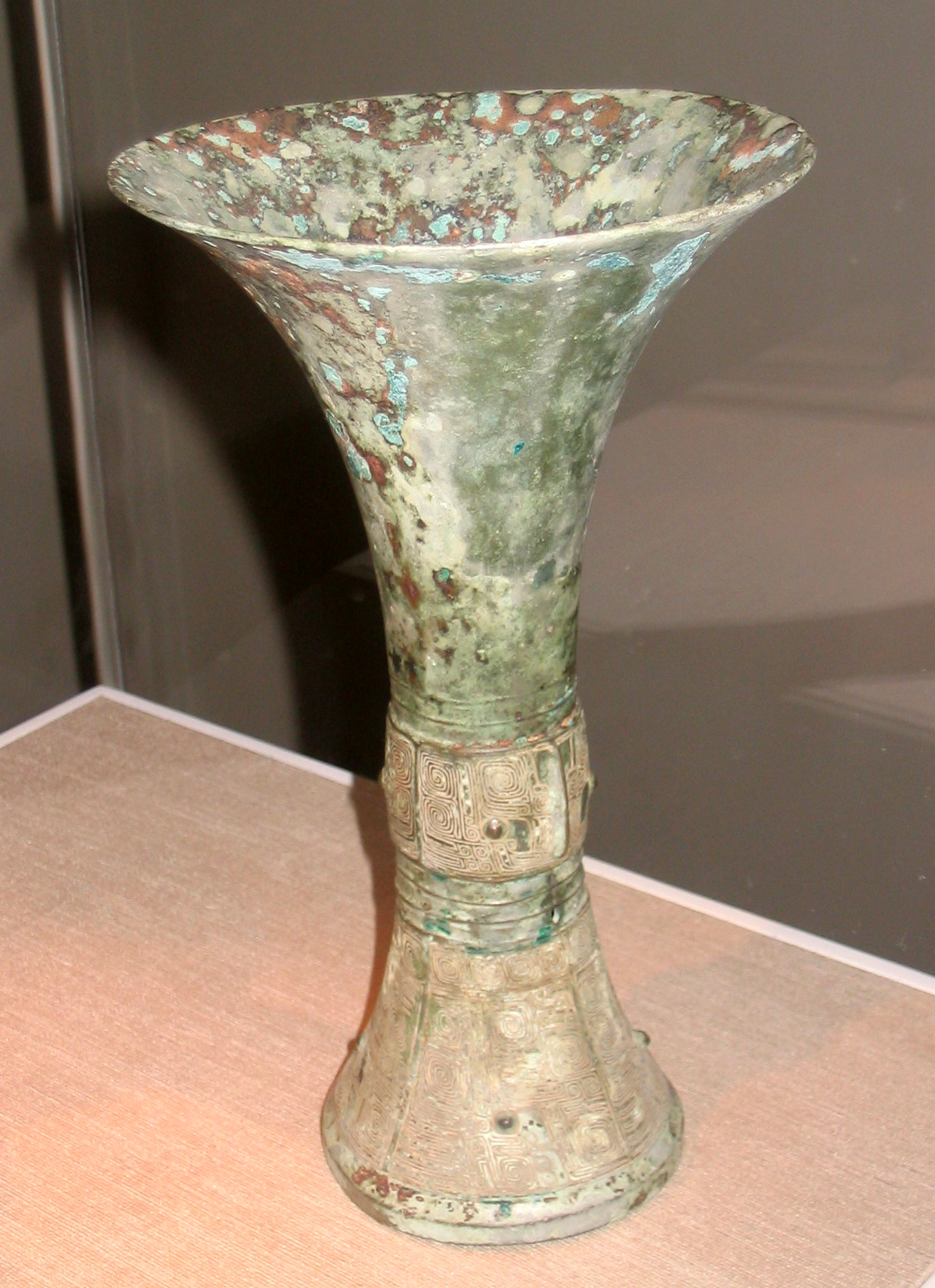
Ett kärl för vin för rituella ändamål, som dateras till Shangdynastin i Kina från 1300-talet, ett av museets artefakter.

Arthur M. Sackler Gallery är ett konstmuseum i Washington D.C. i USA. Museet utgör, tillsammans med Freer Gallery of Art, Smithsonian Institutions verksamhet för asiatisk konst.
Museet har drygt 10 000 verk av asiatisk konst. Det invigdes 1987 och är baserat på en donation av Arthur Sackler till Smithsonian Institution omfattande ett tusental verk av asiatisk konst samt medel för uppförande av en museibyggnad. I donationen ingick framför allt antika kinesiska brons- och jadeföremål, kinesiska målningar och lackarbeten, antik keramik och metallarbeten från Främre Orienten samt skulpturer från Syd- och Sydostasien.
Museets samlingar har utökats med Vever-samlingen med islamsk konst från 1000-talet och framåt, japanska träblockstryck och keramikobjekt, målningar från Indien, Kina, Japan och Korea, fotografier med mera.
Museibyggnaden ritades av arkitekten Paul Carlhan och uppfördes klädd i rosa granit för att harmoniera med den närbelägna ursprungliga Smithsonian Institution-byggnaden.